# Grazia Deledda
Grazia Deledda (Szardínia, Nuoro, 1871. szeptember 27. – Olaszország, Róma, 1936. augusztus 15.) Nobel-díjas olasz (szárd) írónő.

## Élete
1871-ben született a szardíniai kisvárosban, Nuoróban, egy hétgyerekes földbirtokos család ötödik gyermekeként. Apja jómódú vállalkozó volt, és egy időben Nuoro polgármestere. Anyja mélyen vallásos volt, és gyermekeit is szigorú vallásos nevelésben részesítette.
Az elemi iskolát Nuoróban járta, azután magánúton folytatta tanulmányait egy olasz elemi iskolai tanárral, aki olasz-, latin- és franciaórákat adott neki. (Akkoriban nem volt szokás a lányokat az elemi iskolán túl taníttatni.) A későbbiekben autodidakta módon ismerkedett az irodalommal.
Íróként a L'ultima moda című folyóirat oldalain debütált néhány elbeszéléssel.
1899-ben Rómába költözött, és ezután több művét is kiadták: Anime oneste (1895), Il vecchio della montagna (1900).
1903-ban az Elias Portolu kiadó szerződtette, és több regényét és színházi darabját is megjelentette. Cenere (1904), L'edera (1908), Sino al confine (1911), Colombi e sparvieri (1912), Canne al vento (1913), L'incendio nell'oliveto (1918), Il Dio dei venti (1922). A Cenere című művéből filmet is forgattak.
Művészetét külföldön is elismerték, Gorkij és D. H. Lawrence is elismerően nyilatkozott róla.

## Munkássága
Első igazi irodalmi sikerét az Elias Portolú (1903) című írásával érte el, melyet minden európai nyelvre lefordítottak.
Munkáin megfigyelhető a verizmus képviselőjének, Giovanni Vergának és a dekandencia képviselőjének, Gabriele D’Annunziónak a hatása.

## Fontosabb művei
- Fior di Sardegna (1892)
- La via del male (1896)
- Racconti sardi (1895)
- Anime oneste (1895)
- Elias Portolu (1903)
- Cenere (1904)
- L'edera (1908)
- Canne al vento (1913)
- Marianna Sirca (1915)
- La madre (1920)
- La fuga in Egitto (1925)
- Il sigillo d'amore (1926)
- Cosima (1937) posztumusz kiadás
- Il cedro del Libano (1939) posztumusz kiadás

### Magyarul megjelent művei
- A repkény. Regény; ford. Sebestyén Károlyné; Phőnix, Bp., 1908 (Az Otthon könyvtára) Online hozzáférés
- Varázs alatt. Elbeszélés; ford. Balla Ignác; Lampel, Bp., 1912 (Magyar könyvtár)
- A mi Urunk. Regény; ford. Balla Ignác; Franklin, Bp., 1914
- Deledda Gráciaː Mint a szélben a nád. Regény; ford. Kőrösi Sándor; Athenaeum, Bp., 1921 (Athenaeum könyvtár)
- Jó lelkek; ford. Boros Ferenc; Franklin, Bp., 1931 (Külföldi regényírók)
- Szerelemből gyilkolt. A repkény; ford. Székely Éva; Móra, Bp., 1991 ISBN 963-11-6812-3